# Кубок Гібралтару з футболу 2014
Кубок Гібралтару 2014 — другий за значимостю футбольний турнір в Гібралтарі. Проходив з 8 січня по 10 травня 2014 року. Переможець представляв Гібралтар в Лізі Європи 2014-15 і стартував в першому відбірковому раунді.

Жеребкування відбулося в грудні 2013 року, на ньому було визначено відразу всю сітку турніру. Всі матчі граються на стадіоні «Вікторія».

## Перший раунд
В першому раунді стартували 9 клубів Другого дивізіону і збірна Гібралтару-U15. Матчі відбулися з 8 по 20 січня 2014 року.
| Команда 1        | Команда 2         | Рахунок        |
| ---------------- | ----------------- | -------------- |
| Коледж Пегасус   | Британнія XI      | 1:3            |
| Каннонс          | Лайонс Пілотс     | 2:2 (пен. 9:8) |
| Спортинг Глейсіс | Бока Хуніорс      | 0:0 (пен. 1:4) |
| Монс Кальпе      | Лінкольн Ред Імпс | 0:1            |
| Хаунд Догс       | Гібралтар-U15     | 2:2 (пен. 4:5) |

## Другий раунд
11 клубів стартували з Другого раунду, до них додалися 5 переможців Першого раунду. Матчі відбулися в період з 24 по 28 січня 2014 року.
| Команда 1         | Команда 2        | Рахунок |
| ----------------- | ---------------- | ------- |
| Британнія XI      | Олімпік 13       | 2:3     |
| Гібралтар Фенікс  | Лайонс Гібралтар | 0:7     |
| Каннонс           | Мегпіс           | 3:4     |
| Лінкольн Ред Імпс | Сент-Джозефс     | 5:1     |
| Бока Хуніорс      | Юероп            | 1:9     |
| Ґласіс Юнайтед    | Лео Паррілла     | 7:0     |
| Ред Імпс          | Лінкс            | 0:5     |
| Гібралтар-U15     | Манчестер 62     | 1:2     |

## 1/4 фіналу
Матчі відбулися в період з 7 по 9 березня 2014 року.
| Команда 1  | Команда 2         | Рахунок |
| ---------- | ----------------- | ------- |
| Олімпік 13 | Лайонс Гібралтар  | 0:7     |
| Мегпіс     | Лінкольн Ред Імпс | 0:6     |
| Юероп      | Ґласіс Юнайтед    | 4:2     |
| Лінкс      | Манчестер 62      | 1:2     |

## 1/2 фіналу
Матчі відбулися 26 квітня 2014 року.
| Команда 1        | Команда 2         | Рахунок        |
| ---------------- | ----------------- | -------------- |
| Лайонс Гібралтар | Лінкольн Ред Імпс | 0:2            |
| Юероп            | Манчестер 62      | 0:0 (пен. 4:2) |

## Фінал
Матч відбувся 10 травня 2014 року.
| Команда 1         | Команда 2 | Рахунок |
| ----------------- | --------- | ------- |
| Лінкольн Ред Імпс | Юероп     | 1:0     |